# VM i bandy 1979
Verdensmesterskabet i bandy 1979 var det 11. VM i bandy gennem tiden, og mesterskabet blev arrangeret af International Bandy Federation. Turneringen havde deltagelse af fire hold og blev afviklet i byerne Vänersborg, Trollhättan, Göteborg, Kungälv, Köping, Uppsala, Katrineholm, Stockholm og Eskilstuna i Sverige i perioden 27. januar – 4. februar 1979.
Mesterskabet blev vundet af de forsvarende verdensmestre fra Sovjetunionen foran værtslandet Sverige med Finland på tredjepladsen. Det var Sovjetunionens 11. VM-titel i træk og det sovjetiske hold havde vundet alle VM-turneringerne indtil da. Men holdets stime blev brudt ved VM to år senere, hvor Sverige vandt sit første mesterskab. Finland vandt bronzemedaljer for sjette VM i træk.

## Resultater
De fire hold spillede en dobbeltturnering, så alle holdene mødte hinanden to gange. Sejre gav 2 point, uafgjorte 1 point, mens nederlag gav 0 point.
| Dato  | Kamp                    | Res. | Spillested  |
| ----- | ----------------------- | ---- | ----------- |
| 27.1. | Norge – Finland         | 2–8  | Trollhättan |
| 27.1. | Sverige – Sovjetunionen | 3–4  | Vänersborg  |
| 28.1. | Sverige – Norge         | 7–1  | Göteborg    |
| 28.1. | Finland – Sovjetunionen | 4–4  | Kungälv     |
| 30.1. | Sverige – Finland       | 8–1  | Trollhättan |
| 30.1. | Norge – Sovjetunionen   | 4–6  | Vänersborg  |
| 1.2.  | Sverige – Norge         | 4–0  | Köping      |
| 1.2.  | Finland – Sovjetunionen | 3–6  | Uppsala     |
| 2.2.  | Sverige – Finland       | 7–1  | Katrineholm |
| 2.2.  | Norge – Sovjetunionen   | 2–7  | Eskilstuna  |
| 4.2.  | Norge – Finland         | 2–6  | Stockholm   |
| 4.2.  | Sverige – Sovjetunionen | 2–4  | Stockholm   |

| Plac. | Hold          | Kampe | + Mål − | Point |
| ----- | ------------- | ----- | ------- | ----- |
| 1.    | Sovjetunionen | 6     | 31-18   | 11    |
| 2.    | Sverige       | 6     | 31-11   | 8     |
| 3.    | Finland       | 6     | 23-29   | 5     |
| 4.    | Norge         | 6     | 11-38   | 0     |